# Període assiri mitjà
El Període assiri mitjà és el període de la història d'Assíria entre la caiguda de l'imperi assiri antic al segle xiv aC i l'establiment de l'Imperi neoassiri al segle x aC

## L'expansió d'Assíria i l'Imperi assiri mitjà, 1392-1056 aC

La situació política a l'Orient Mitjà al segle XIV aC després de l'expansió dels hitites i els assiris.

La situació geopolítica a l'Orient Mitjà cap al 1200 aC, al final de l'Edat del Bronze Final.

Durant el regnat d'Eriba-Adad I (1392 aC - 1366 aC), la influència de Mitanni sobre Assíria es va reduir. Eriba-Adad I es va implicar en una batalla dinàstica entre Tushratta i el seu germà Artatama II, i després el seu fill Xuttarna III, qui es va anomenar «rei dels hurrites» mentre buscava suport dels assiris. Una facció pro-assíria va aparèixer a la cort reial de Mitanni. Finalment, Eriba-Adad I va trencar la influència de Mitanni sobre Assíria i, a la vegada, va convertir Assíria en una influència sobre els assumptes de Mitanni.
Aixurubal·lit I (1365 aC - 1330 aC) el va succeir al tron d'Assíria el 1365 aC, i va resultar ser un governant ferotge, ambiciós i poderós. La pressió assíria des del sud-est i la pressió hitita del nord-oest van permetre a Aixurubal·lit I trencar el poder de Mitanni. Va conèixer i va derrotar decisivament el rei de Mitanni Xuttarna II en batalla, convertint Assíria una vegada més en un poder imperial a costa de no només dels propis Mitanni, sinó també de la Babilònia cassita, els hurrites i els hitites; i va arribar un moment en què el rei cassita de Babilònia es va alegrar de casar-se amb Mubal·liṭat-Xērūa, la filla d'Aixurubal·lit I, les cartes de la qual a Akhenaton d'Egipte formen part de les cartes d'Amarna. Aquest matrimoni va comportar resultats desastrosos per a Babilònia, ja que la facció cassita a la cort va assassinar el rei assiri-babiloni i va col·locar un pretendent al tron. Aixurubal·lit I va envair pràcticament Babilònia per venjar el seu gendre, entrant a Babilònia, deposant el rei usurpador i instal·lant a Kurigalzu II com a rei de la línia reial. A continuació, Aixurubal·lit I va atacar i derrotar Mattiwaza, el rei Mitanni, malgrat els intents del rei hitita Subiluliuma I, ara temorós del creixent poder assiri, per ajudar a Mitanni. Les terres dels mitanni i dels hurrites van ser degudament apropiades per Assíria, convertint-la en un gran i poderós imperi.
Enlilnirari (1329 aC - 1308 aC) va succeir a Aixurubal·lit I. Es va qualificar de «gran-rei» (Xarru rabû) en les cartes als reis hitites. Va ser immediatament atacat per Kurigalzu II de Babilònia, qui havia estat instal·lat pel seu pare, però va aconseguir derrotar-lo, repel·lint els intents babilònics d'envair Assíria, contraatacant i apropiant-se del territori babiloni en el procés, ampliant encara més Assíria.
El successor d'Enlilnirari, Arikdenili (c. 1307 aC - 1296 aC), va consolidar el poder assiri i va fer campanyes amb èxit a les muntanyes Zagros, cap a l'est, sotmetent els Lullubi i els Gutis. A Síria, va derrotar tribus semites de l'anomenat grup Akhlamu, que possiblement eren predecessors dels arameus o d'una tribu arameana.
Va ser seguit per Adadnirari I (1295 aC - 1275 aC), qui va fer de Kalhu (la bíblica Calah / Nimrud) la seva capital, i continuà l'expansió cap al nord-oest, principalment a costa dels hitites i els hurrites, conquerint territoris hitites com Carquemix i més enllà. Després es va traslladar al nord-est d'Àsia Menor, conquerint Xupria. Adadnirari I va fer guanys més al sud, annexionant el territori babiloni i obligant els governants cassites de Babilònia a acceptar un nou acord fronterer a favor d'Assíria. Les inscripcions d'Adadnirari són més detallades que cap dels seus predecessors. Va declarar que «els déus de Mesopotàmia el van cridar a la guerra», una declaració usada per la majoria dels reis assiris posteriors. Es va referir a ell mateix com a Xarru Rabi (que significa «el gran rei» en l'llengua accadia) i va dur a terme projectes de construcció extensos a Assur i les províncies.
El 1274 aC, Salmanassar I (1274 aC - 1244 aC) va ascendir al tron. Va demostrar ser un gran rei guerrer. Durant el seu regnat va conquerir el regne hurrita d'Urartu que hauria englobat la major part de l'Anatòlia oriental i les muntanyes del Caucas al segle ix aC, i els ferotges gutis dels Zagros. Després va atacar els mitanni-hurrites, derrotant tant el rei Shattuara I com els seus aliats hitites i arameus, finalment destruint completament el regne hurrita-mitanni en aquest procés. Durant la campanya contra els hitites, Shattuara va tallar l'exèrcit assiri del seu subministrament d'aliments i aigua, però els assiris es van lliurar en una batalla desesperada, van contraatacar i van conquerir i annexionar el que quedava del regne Mitanni. Salmanassar I va instal·lar un príncep assiri, Ilu-ippada com a governant de Mitanni, amb governadors assiris com Meli-sah, instal·lats per governar ciutats diferents.
Els hitites, al no salvar Mitanni, es van aliar amb Babilònia en una guerra econòmica infructuosa contra Assíria durant molts anys. Assíria era ara un gran i poderós imperi, i una amenaça important per als interessos egipcis i hitites a la regió, i potser va ser el motiu pel qual aquestes dues potències, temoroses del poder assiri, van fer la pau entre elles. Igual que el seu pare, Salmanassar I va ser un gran constructor i va ampliar encara més la ciutat de Kalhu, a la cruïlla dels rius Tigris i Zab.

Mapa de l'Antic Orient Pròxim durant el període d'Amarna (segle XIV aC), que mostra les grans potències de l'època: Egipte (taronja), Hatti (blau), el regne cassita de Babilònia (negre), Assíria (groc) i Mitanni (marró). L'amplitud de la civilització aquea / micènica es mostra en morat.
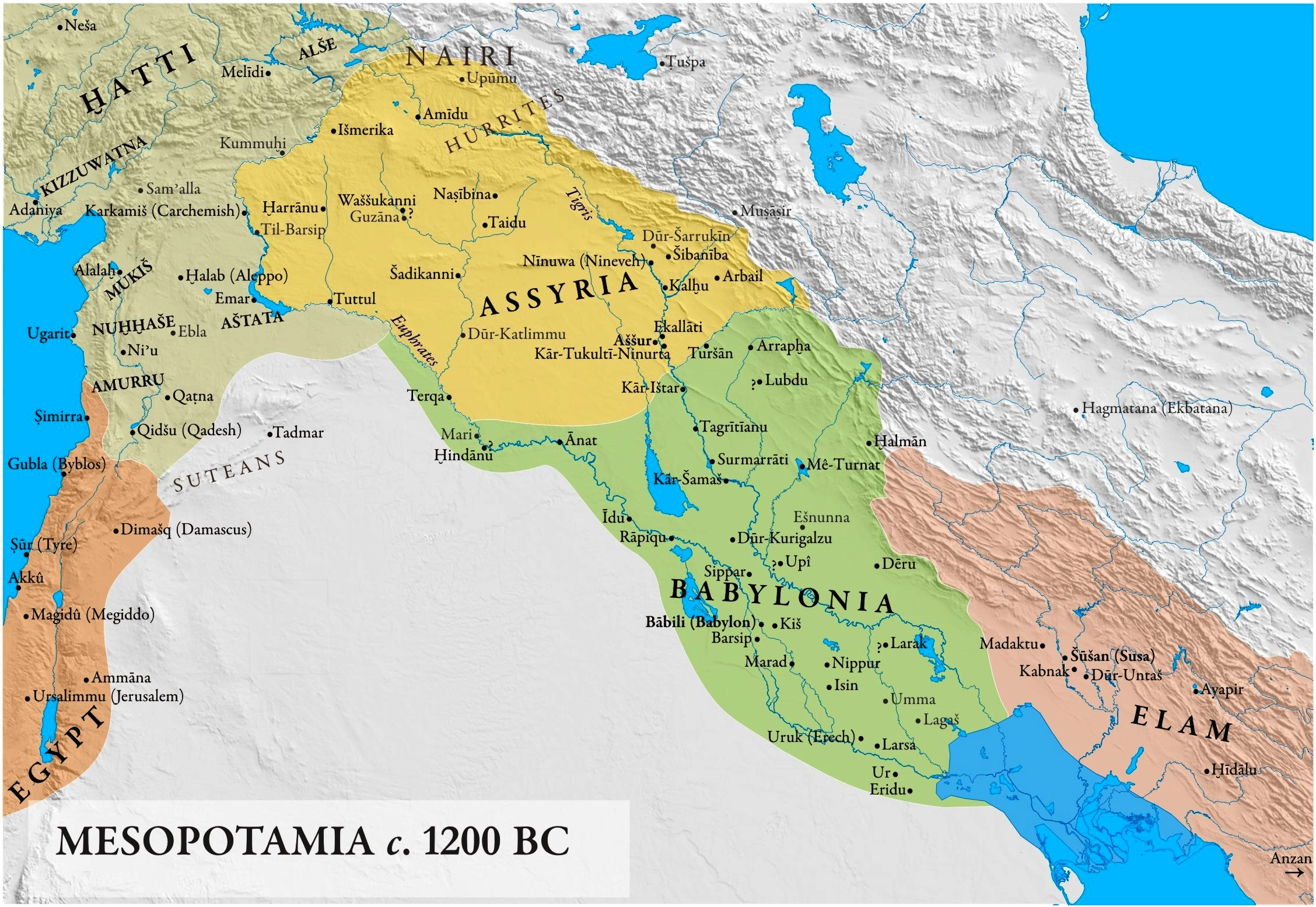
Mesopotàmia i l'Imperi assiri mitjà, c. 1200 aC.
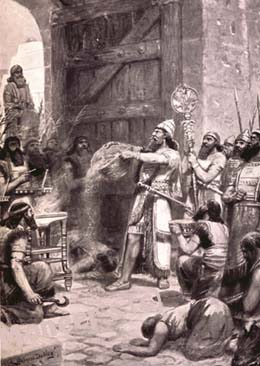
Salmanassar I abocant la pols d'una ciutat conquerida en un temple assiri

El fill i el successor de Salmanassar I, Tukultininurta I (1244 aC -1207 aC), va obtenir una important victòria contra els hitites i el seu rei Tudhalias IV a la batalla de Nihriya, i va fer milers de presoners. Després va conquerir Babilònia, prenent Kaixtiliaix IV com a captiu i va governar allí mateix com a rei durant set anys, prenent l'antic títol de «Rei de Sumer i d'Accad» que va utilitzar per primera vegada per Sargon d'Accad. Tukultininurta I es va convertir així en el primer accadi que va governar Babilònia (els seus fundadors havent estat amorrites estrangers), i va triomfar sobre els cassites (igualment estrangers). Tukultininurta va sol·licitar el favor diví al déu Xamaix abans de començar la seva contraofensiva. Kaixtiliaix IV va ser capturat, per part de Tukultininurta, «amb una sola mà», «el va trepitjar el coll senyorial amb els peus» i el va deportar ignominiosament en cadenes a Assíria. Els vencedors assiris van enderrocar les muralles de Babilònia, van massacrar a molts dels seus habitants, i van saquejar durant el seu pas per la ciutat fins al temple d'Esagila, des d'on van partir amb l'estàtua de Marduk. Després es va proclamar a si mateix «Rei de Karduniaix, rei de Sumer i d'Accad, rei de Sippar i de Babilònia, rei de Tilmun i Meluhha». Textos del període assiri mitjà recuperats a l'antiga Dūr-Katlimmu, inclouen una carta de Tukultininurta al seu sukkal rabi'u (gran visir), Ashuriddin aconsellant-li el plantejament del seu general Shulman-mushabshu d'escoltar el rei captiu Kaixtiliaix, la seva dona i la seva comitiva (que va incorporar un gran nombre de dones), en el seu camí cap a l'exili després de la seva derrota. En el procés va derrotar els elamites, que havien cobejat a Babilònia. També va escriure un poema èpic documentant les seves guerres contra Babilònia i Elam. Després d'una revolta babilònica, va atacar i saquejar els temples de Babilònia, considerat com un acte de sacrilegi. A mesura que les relacions amb els sacerdots d'Assur van començar a deteriorar-se, Tukultininurta va construir una nova capital; Kar-Tukulti-Ninurta. Diversos historiadors, incloent Julian Jaynes, identifiquen Tukultininurta I i els seus actes (també amb Guilgameix, Sargon I i Ur-Nammu) com l'origen històric del mític personatge bíblic Nimrod a l'Antic Testament.
Tot i això, els fills de Tukultininurta es van rebel·lar i van assetjar el rei envellit a la seva capital. Va ser assassinat i després succeït per Aixurnadinapli (1206 aC -1203 aC), que va deixar el funcionament del seu imperi a mans dels governadors regionals assiris com Adad-bēl-gabbe. Va seguir un altre període inestable per a Assíria, que va ser afectat per períodes de conteses internes, i el nou rei només va fer intents i sense èxit de recuperar Babilònia (els reis cassites de Babilònia es van aprofitar dels trastorns a Assíria i es van alliberar del seu domini). No obstant això, Assíria no es va veure amenaçada per les potències estrangeres durant els regnats d'Aixurnirari III (1202 aC - 1197 aC), Enlilkudurriusur (1196 aC - 1193 aC) i Ninurtaapal-Ekur (1192 aC - 1180 aC), tot i que Ninurtaapal-Ekur va usurpar el tron a Enlilkudurriusur.
Aixurdan I (1179 aC - 1133 aC) va estabilitzar els disturbis interns en Assíria durant el seu regnat inusualment llarg, reduint la inestabilitat. Durant els anys crepusculars de la dinastia cassita a Babilònia, constata que es va apoderar del nord de Babilònia, incloent-hi les ciutats de Zaban, Irriya i Ugar-sallu durant els regnats de Mardukaplaiddina I i Zababaxumaiddina, saquejant-les i «portant el seu ampli botí a Assíria». No obstant això, la conquesta del nord de Babilònia va portar Assíria en conflicte directe amb Elam, que havia pres la resta de Babilònia. Els poderosos elamites, sota el rei Sutruk-Nakhunte, frescos del saqueig de Babilònia, van entrar en una guerra prolongada amb Assíria, van prendre breument la ciutat assíria d'Arrapha, que Aixurdan I va recuperar després, derrotant finalment els elamites i obligant-los a signar un tractat en el procés.
Un altre període molt breu d'agitació interna va seguir la mort d'Aixurdan I, quan el seu fill i el successor Ninurtatukulti-Aixur (1133 aC) va ser deposat en el primer any de govern pel seu germà Mutakkilnusku i obligat a fugir a Babilònia. El mateix Mutakkilnusku va morir el mateix any (1133 aC).

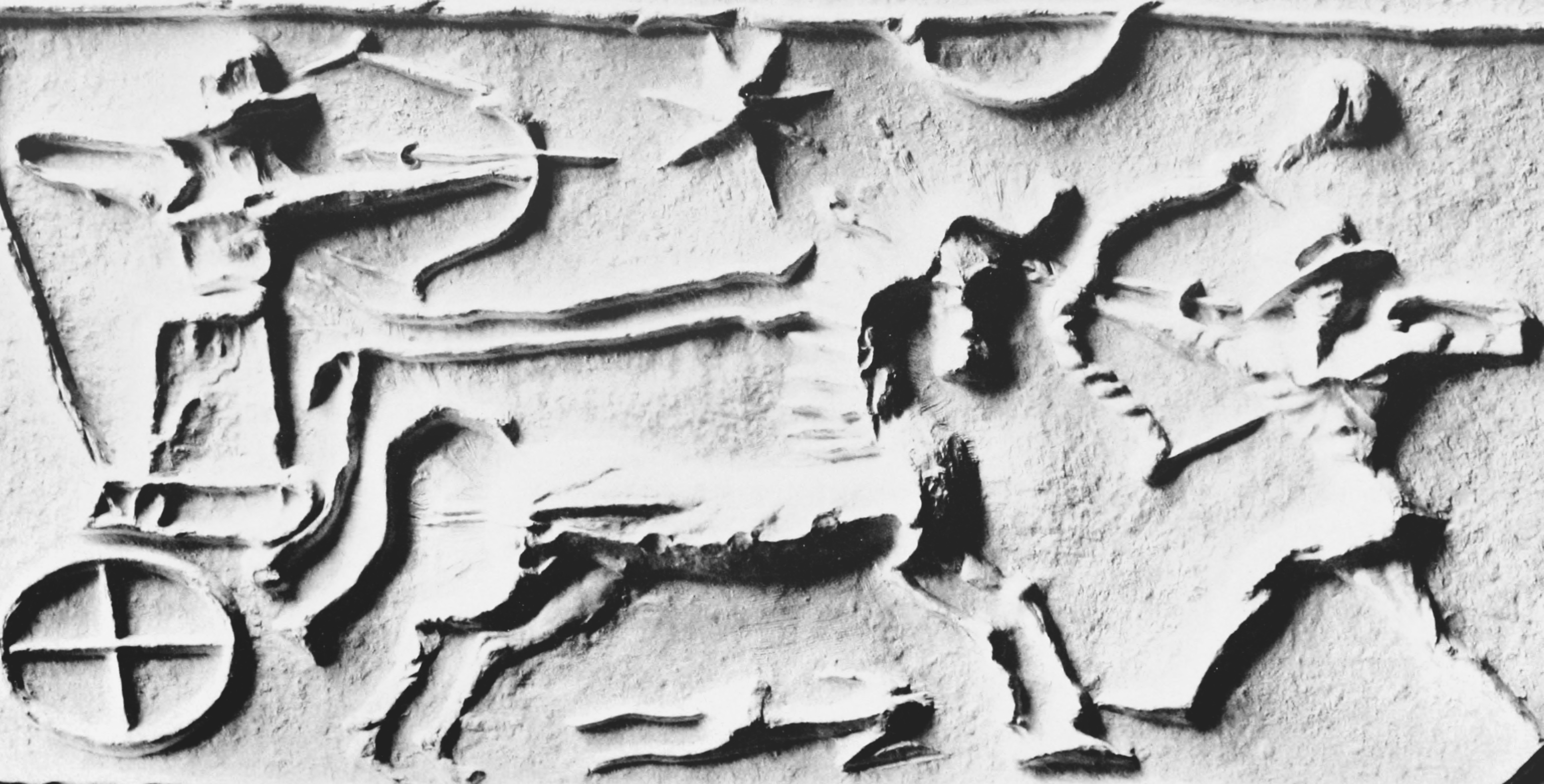
Segell de l'Imperi assiri mitjà (1400 aC -1100 aC)
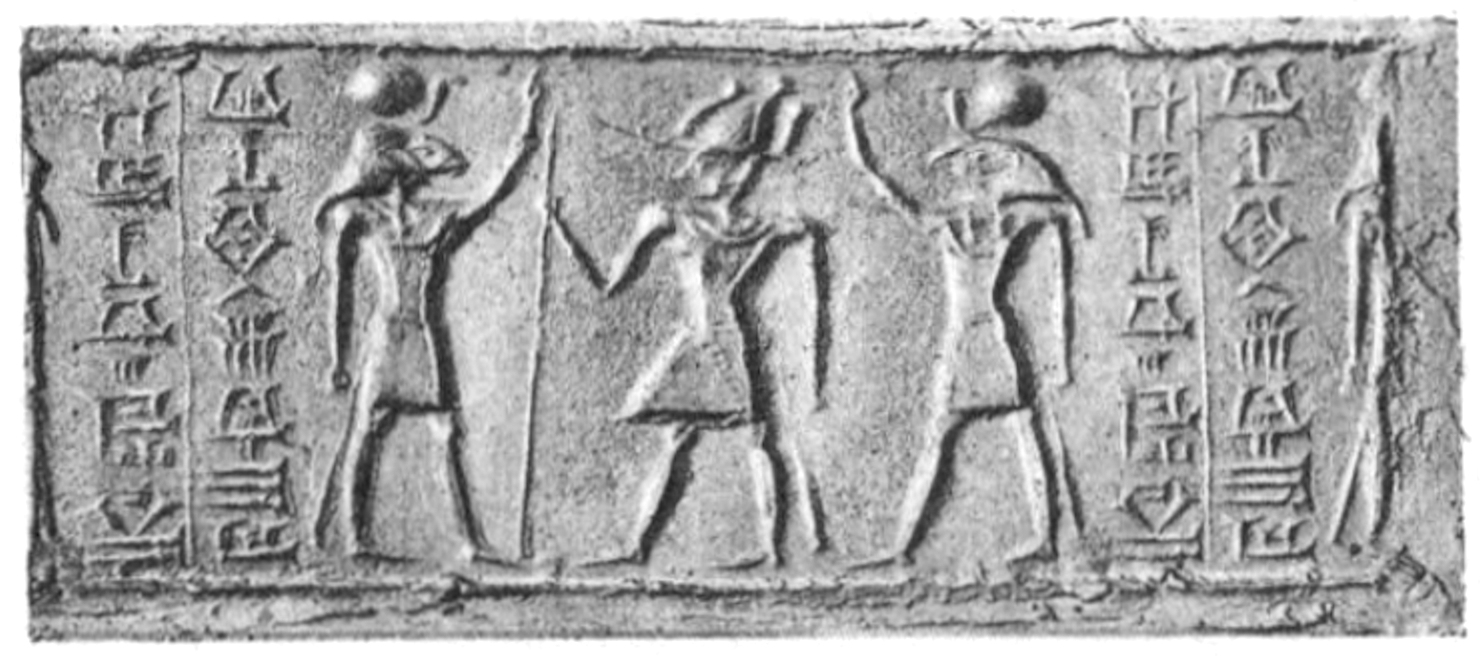
Segell cilíndric egipci-assiri, amb escriptura cuneïforme

Un tercer germà, Aixurreixixi I (1133 aC - 1116 aC) va ocupar el tron. Això va produir un nou període d'expansió i poder assiri. A mesura que l'imperi hitita s'ensorrava a causa dels atacs destructius dels frigis indoeuropeus (anomenats Mushki en els anals assiris), Babilònia i Assíria van començar a combatre per les regions aramees (a la moderna Síria), antigament sota el ferm control hitita. Quan les seves forces es van trobar en aquesta regió, el rei assiri Aixurreixixi I va combatre i derrotar en diverses ocasions a Nabucodonosor I de Babilònia. A continuació, Assíria va envair i annexionar terres controlades pels hitites a l'Àsia Menor, Aram, i les regions dels gutis i cassites al Zagros, marcant un augment de l'expansió de l'imperi assiri.
El fill d'Aixurreixixi I, Teglatfalassar I (1115 aC - 1077 aC), va pujar al tron després de la mort del seu pare i es va convertir en un dels majors conquistadors assiris durant el seu regnat de 38 anys. La seva primera campanya el 1112 aC va ser contra els frigis que havien intentat ocupar certs districtes assiris a la regió de l'Eufrates de l'Àsia Menor. Després de derrotar i expulsar els frigis, va superar els regnes luvis de Commagena, Cilícia i Capadòcia a l'oest d'Àsia Menor, i va conduir els neohitites de la província assíria de Subartu, al nord-est de Malatya. En una campanya posterior, les forces assíries van penetrar a Urartu, a les muntanyes al sud del llac Van i després van girar cap a l'oest per rebre la submissió de Malatya. En el cinquè any, Teglatfalassar I va atacar de nou Commagena, Cilícia i Capadòcia, i va col·locar un registre de les seves victòries gravades en plaques de coure en una fortalesa que va construir per assegurar les seves conquestes anatòlies. Els arameus del nord i del centre de Síria van ser els propers objectius del rei assiri, qui es va dirigir fins a les fonts del Tigris. El control de la principal ruta cap a la Mediterrània era garantit per la possessió de la ciutat hitita de Pitru, situada a l'aiguabarreig de l'Eufrates i el Sajur. Des d'allí va procedir a la conquesta de les ciutats estat cananea / fenícia de Biblos, Tir, Sidó, Simyra, Berytus, i finalment Arwad, des d'on es va embarcar en un vaixell per navegar per la Mediterrània, on va matar un nahiru o «cavall-mar» (que A. Leo Oppenheim tradueix com a narval) a la mar. Teglatfalassar I era aficionat a la caça i també era un gran constructor. Va ser una de les seves iniciatives la visió general de la restauració dels temples dels déus Asshur i Adad a la capital assíria Assur. També va envair i derrotar Babilònia dues vegades, assumint el vell títol de «Rei de Sumer i Accad», obligant a Babilònia a pagar un tribut. Tot i que en realitat no va deposar l'actual rei de Babilònia, l'antiga dinastia cassita ja havia sucumbit a una elamita.
El van succeir Aixaridapal-Ekur (1076 aC - 1074 aC), que va regnar només dos anys. Durant el seu regnat es va donar molta importància el càrrec d'ummânu (escriba reial)
Aixurbelkala (1073 aC - 1056 aC) va mantenir unit el vast imperi, fent campanyes amb èxit contra Urartu i els frigis al nord, i contra els arameus a l'oest. Va mantenir relacions amistoses amb Mardukxapikzeri de Babilònia; tanmateix, després de la mort d'aquest rei, va envair Babilònia i va deposar el nou governant Kadaixman-Buriaix, designant a Adadaplaiddina com a vassall a Babilònia. Va construir alguns dels primers exemples tant de Jardins Zoològics com de Jardins Botànics a Assur, recollint tota mena d'animals i plantes del seu imperi i rebent una col·lecció d'animals exòtics com a homenatges d'Egipte. També va ser un gran caçador, descrivint les seves gestes «a la ciutat d'Araziqu que es troba abans de la terra dels Hatti i al peu del Mont Líban». Aquestes localitats demostren que, fins al seu regnat, Assíria encara controlava un vast imperi. Al final del seu regnat, l'Imperi assiri mitjà va entrar en una guerra civil, quan Tukulti-Mer (un pretendent al tron d'Assíria) va organitzar una rebel·lió. Finalment, Aixurbelkala va aixafar Tukulti-Mer i els seus aliats. No obstant això, la guerra civil a Assíria va permetre que hordes d'arameus s'aprofitessin de la situació i van pressionar sobre el territori controlat pels assiris des de l'oest. Aixurbelkala els va contraatacar i va conquerir fins a Carquemix i la font del riu Khabur, però al final del seu regnat moltes de les àrees de Síria i Fenícia-Canaan a l'oest d'aquestes regions fins a la Mediterrani, abans sota un ferm control assiri, finalment es van perdre.

## Assíria durant el col·lapse de l'Edat del Bronze, 1055-936 aC

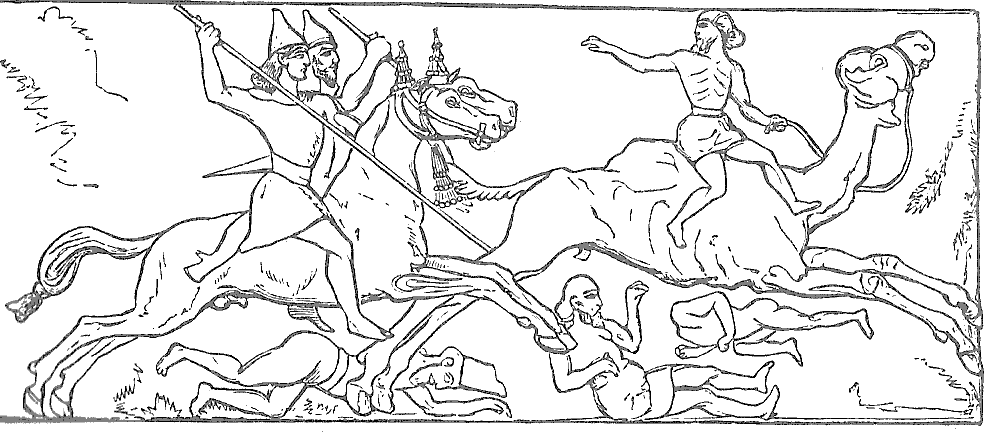
Cavallers assiris perseguint els àrabs derrotats

El col·lapse de l'edat del bronze entre el 1200 aC i el 900 aC va ser una edat fosca per a tot l'Orient Pròxim, el nord d'Àfrica, l'Àsia Menor, el Caucas, la Mediterrània i els Balcans, amb grans trastorns i moviments massius de persones.
Assíria i el seu imperi no es van veure afectats per aquests tumultuosos esdeveniments durant 150 anys, potser l'únic poder antic que no es va veure afectat. No obstant això, després de la mort d'Aixurbelkala el 1056 aC, Assíria va entrar en un declivi semblant durant els següents 100 anys. L'imperi va disminuir significativament, i cap el 1020 aC, Assíria només controlava les zones properes a Assíria, essencial per mantenir les rutes comercials obertes a l'est dels arameus, al sud-est d'Àsia Menor, al centre de Mesopotàmia i al nord-oest de l'Iran.
Els nous pobles semites de l'oest com els arameus, els caldeus i els suteans es van traslladar a les zones a l'oest i al sud d'Assíria, inclosa la gran part de Babilònia al sud. Els pobles iranians de parla indoeuropea com els medes, els perses i els parts es van traslladar a les terres cap a l'est d'Assíria, desplaçant els gutis nadius i pressionant Elam i Manna (que eren civilitzacions antigues no-indoeuropees de l'Iran). Al nord, els frigis van sobrepassar els hitites, i un nou estat hurrita anomenat Urartu va sorgir a l'est d'Anatòlia i al Caucas. Cimmeris, còlquides i escites eren al voltant de la mar Negra i el Caucas. Egipte estava dividit i en desgràcia. Els israelites es barallaven amb altres pobles semites cananeus, com els amalequites, els moabites, els edomites i els ammonites, i els no-semites Peleset / filisteus (que probablement eren un dels anomenats pobles de la mar) per al control del sud de Canaan.
Malgrat l'aparent feblesa d'Assíria, en comparació amb la seva antiga força, en realitat seguia sent una nació sòlida i ben defensada, els guerrers dels quals eren els millors del món. Assíria, amb la seva monarquia estable, l'exèrcit poderós i les fronteres segures estava en una posició més forta durant aquest temps que les seves potencials rivals com Egipte, Babilònia, Elam, Frígia, Urartu, Pèrsia i Mèdia. Reis com Aixurbelkala, Eriba-Adad II, Aixurrabi II, Assurnasirpal I, Teglatfalassar II i Aixurdan II van defensar amb èxit les fronteres d'Assíria i van mantenir l'estabilitat durant aquest temps tumultuós. Durant aquest període, els reis assiris van adoptar una política de manteniment i defensa compacta de la nació i de colònies satèl·lits properes, i van intercalar-ho amb atacs puntuals i invasions esporàdiques de territoris veïns quan va sorgir la necessitat.
Eriba-Adad II va governar només dos anys, i en aquest temps va continuar fent campanyes contra els arameus i els neo-hitites abans que fos deposat pel seu oncle Xamxiadad IV (1053 aC -1050 aC), que sembla haver tingut un regnat tranquil.
Assurnasirpal I (1049 aC - 1031 aC) va succeir-lo, i durant el seu regnat va continuar fent campanyes sense parar contra els arameus cap a l'oest. Assíria va quedar afectada per la fam durant aquest període.
Salmanassar II (1030 aC -1019 aC) va perdre el territori del Llevant davant els arameus, que també havien ocupat Nairi (al sud-est d'Àsia Menor), fins aleshores una colònia assíria.
Aixurnirari IV va prendre el tron el 1018 aC, i va capturar la ciutat babilònica d'Atlila de Simbar-Xipak, i va continuar les campanyes assíries contra els arameus. Va ser deposat pel seu oncle Aixurrabi II el 1013 aC.
Durant el regnat d'Aixurrabi II (1013 aC - 1972 aC), les tribus aramees van prendre les ciutats de Pitru i Mutkinu (que havien estat preses i colonitzades per Teglatfalassar I). Aquest esdeveniment va mostrar fins a quin punt va sorgir la necessitat militar assíria. El rei assiri va atacar els arameus, els va obligar a fugir cap a la llunyana mar Mediterrània i va construir una estela a la zona del Mont Atalur.
Aixurreixixi II (971 aC - 968 aC), probablement un home bastant ancià a causa del llarg del regnat del seu pare, va tenir un regnat tranquil i es va dedicar a defensar les fronteres d'Assíria i dirigir diversos projectes de reconstrucció dins d'Assíria.
El va succeir Teglatfalassar II (967 aC - 936 aC), i va regnar durant 28 anys. Va mantenir les polítiques dels seus predecessors recents.

## La societat durant el període assiri mitjà
Assíria tenia dificultats per mantenir les rutes comercials obertes. A diferència de la situació del període assiri antic, el comerç de metalls de l'Anatòlia estava sota el control dels hitites i els hurrites (a més, controlaven els ports mediterranis), mentre que els cassites controlaven les rutes fluvials del sud fins al golf Pèrsic.
El regne assiri mitjà va estar ben organitzat sota el ferm control del rei, qui també va exercir com el gran sacerdot d'Asshur, el déu de l'estat. Tenia certes obligacions a complir en el culte i havia de proporcionar recursos per als temples. El sacerdoci es va convertir en un poder important en la societat assíria. Es creu que els conflictes amb el sacerdoci han estat darrere de l'assassinat del rei Tukultininurta I.

Les principals ciutats assíries del període mitjà eren Assur, Kalhu (o Nimrud) i Nínive, totes situades a la vall del riu Tigris. Al final de l'edat del bronze, Nínive era molt més petita que Babilònia, però encara era una de les principals ciutats del món (amb una població d'aproximadament 33.000 habitants). Al final del període neoassirià, havia crescut fins a una població de 120.000 habitants, i era possiblement la ciutat més gran del món en aquell moment.

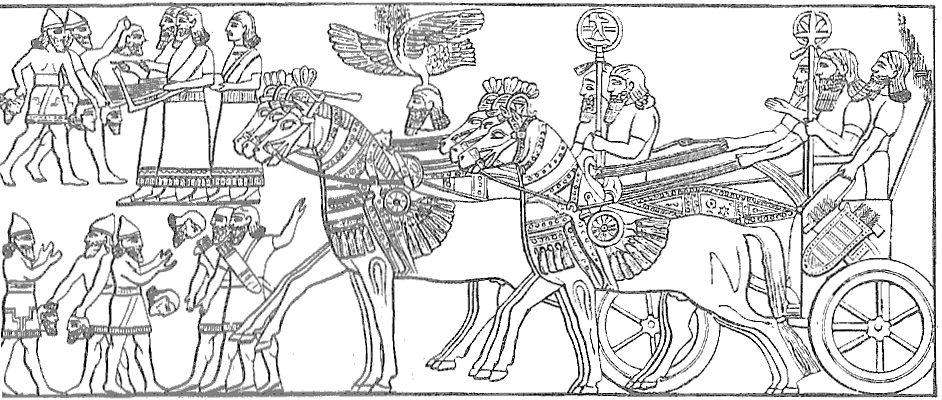
Tropes assíries tornant després d'una victòria
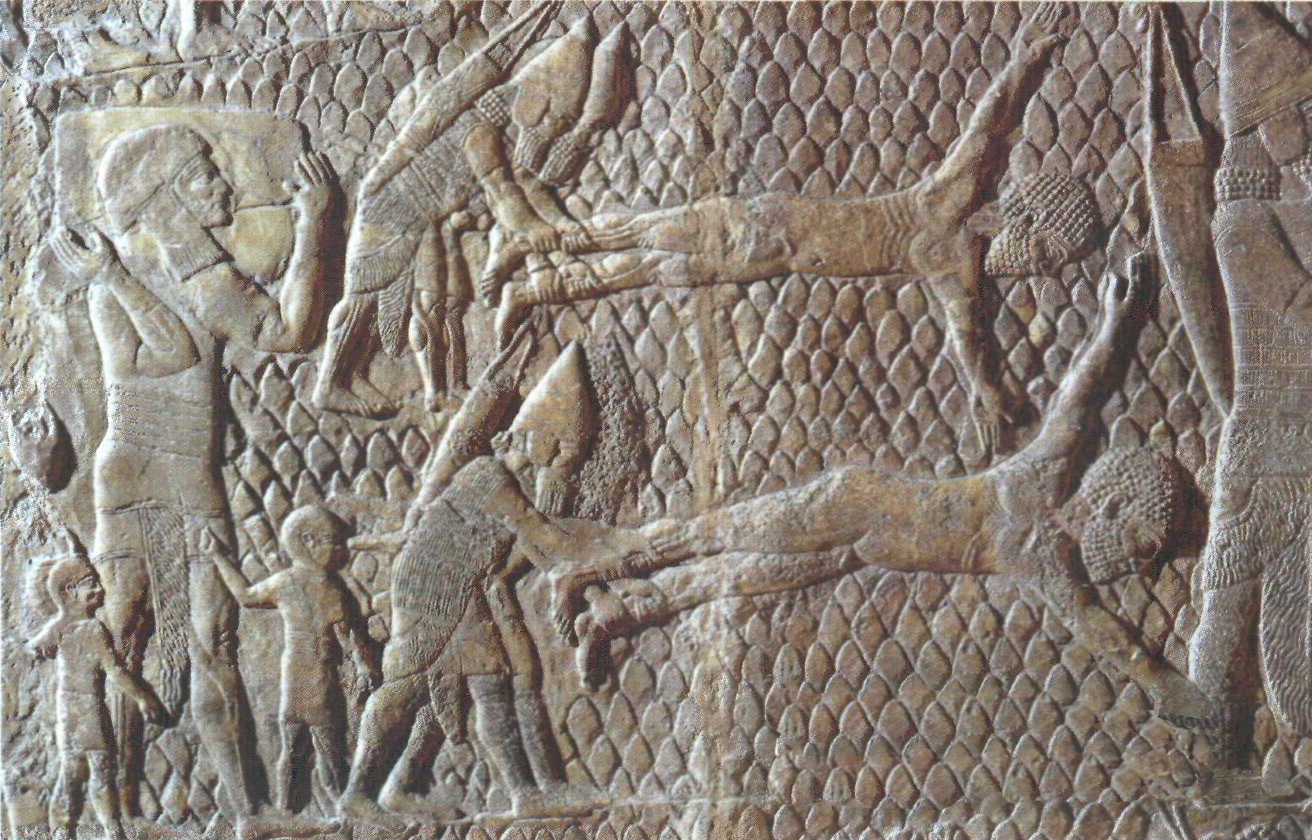
Assiris arrancant la pell o desbudellant els presoners vius

El període assiri mitjà està marcat per les llargues guerres lluitades durant aquest període que van ajudar a convertir Assíria en una societat guerrera. El rei depenia tant de la classe ciutadana com dels sacerdots de la seva capital, i de la noblesa que subministrava els cavalls necessaris pels militars d'Assíria. Els documents i les cartes il·lustren la importància dels cavalls per a la societat assíria. Assíria necessitava menys reg artificial que Babilònia, i la cria de cavalls era extensa. S'han trobat porcions de textos elaborats sobre la seva cura i entrenament. El comerç es realitzava en totes direccions. La regió muntanyosa (al nord i l'oest d'Assíria), va constituir una font important de metalls, així com de fusta. Els factors econòmics eren un casus belli comú.
L'arquitectura assíria, com la de Babilònia, va estar influenciada pels estils sumero-accadis (i fins a cert punt Mitanni), però des de ben aviat va desenvolupar el seu propi estil distintiu. Els palaus van ser decorats amb parets de colors i el tall de segells (un art après a Mittani) es van desenvolupar amb força. Les escoles per a escribes ensenyaven els dialectes babilòni i assiri de l'accadi, i les obres literàries sumeria i accadia sovint eren copiades amb un gust assiri. El dialecte assiri de l'accadi es va utilitzar en textos legals, oficials, religiosos i pràctics, com ara medicina o instruccions sobre articles de fabricació. Durant els segles xiii-segle x aC, van aparèixer els dibuixos dins de quadrats com una nova forma d'art (una sèrie contínua d'imatges tallades en esteles de pedra dividida en quadrats). Semblant a un còmic, es mostren esdeveniments com la guerra o la caça, col·locats en ordre des de la part superior esquerra fins a la cantonada inferior dreta de l'estela amb subtítols escrits a sota d'ells. Aquests i els excel·lents segells tallats mostren que l'art assiri va començar a superar el de Babilònia. L'arquitectura va veure la introducció d'un nou estil de ziggurat, amb dues torres i rajoles esmaltades de colors.

### Les lleis
Tots els homes ciutadans lliures estaven obligats a servir a l'exèrcit durant un temps, un sistema que es va anomenar servei ilku. Durant els segles xiv i segle xiii aC es va produir un codi legal que, entre altres coses, mostra clarament que la posició social de les dones a Assíria era inferior a la de les societats veïnes. Als homes se'ls va permetre divorciar-se de les seves dones sense haver-ne pagat cap indemnització. Si una dona cometia adulteri, podia ser copejada o matar-la. No se sap si aquestes lleis es complien seriosament, però semblen una reacció contra alguns documents antics que garantien coses, com una compensació igual tant per l'home com la dona, en un divorci. Les dones de l'harem del rei i les seves serventes també estaven sotmeses a durs càstigs, com ara pallisses, mutilació i mort.
Assíria, en general, tenia lleis molt més dures que la majoria de la regió. Les execucions eren freqüents i es fuetejava durant els treballs forçats. Alguns delictes permitien torturar o agredir l'acusat durant el seu judici. Una tauleta que descriu els drets de propietat té sancions brutals per als infractors. Un creditor podria obligar els deutors a treballar per ell, però no vendre’ls.
Malgrat les dures lleis, Assíria estava oberta a les relacions homosexuals entre homes. En les lleis del període assiri mitjà, els delictes sexuals eren castigats de manera idèntica tant si eren homosexuals com heterosexuals. Un individu no s'enfrontava a cap càstig per haver penetrat algú de la mateixa classe social, una prostituta sagrada, o algú que els seus rols de gènere no fossin considerats sòlidament masculins. Tanmateix, les relacions homosexuals entre soldats, amb esclaus o ajudants reials, i amb homes de classe social més alta eren sotmesos o penetrats, van ser tractades com a violació i van ser considerades com a dolentes. Els textos omen es referien als actes homosexuals masculins sense judici moral ni afirmació.